# سقوط بادس (1508)
سقطت جزيرة بادس في 23 يوليو 1508 بأيد أسطول إسباني تحت قيادة بيدرو نافارو .

## خلفية تاريخية
بحلول أوائل القرن السادس عشر، كانت أراضي باديس ومحيطها يحكمها المولى المنصور (حسب السجلات الإسبانية)، وهو حاكم الوطاسي للمدينة وابن عم السلطان في فاس والذي وقع في يناير 1508 اتفاقية مع جمهورية البندقية لاستقلال بحكم الجزيرة (ووفقًا لرواية هيرناندو دي زافرا كانت صارت باديس مستقلة منذ 1492).  كان باديس قاعدة للجهاد البحري تجاه سواحل الأندلس بعد سقوطها بيد قشتالة ؛ وبالتالي، ظهرت حجة إسبانية حول الحاجة إلى بناء حصن في الصخرة المجاورة التي تشرف على خليج باديس من أجل إنهاء نشاط من أسمتهم "قراصنة".  في عهد فرديناند ، وبعد فشل مفاوضات التسليم مع الحاكم في باديس،  نجح بيدرو نافارو ، الذي كان قائدًا لأسطول رسا في مالقة حيث كان من المقرر أن يشارك في مهمة غزو وهران ، في الاستيلاء على الصخرة في عام 1508.  وبما أن أي سكان الصخرة هربوا بمجرد اقتراب الأسطول، فقد احتلها نافارو في 23 يوليو 1508 ونشر القوات والمدفعية قبل المغادرة مع الأسطول. 

## تداعيات
نظرًا لأن باديس كانت تقع في منطقة النفوذ البرتغالية على ساحل شمال إفريقيا، فقد كان هناك صراع مع مملكة البرتغال، ولكن بعد المساعدة الإسبان البرتغاليين للسيطرة على أصيلة ، تنازل الملك مانويل الأول ملك البرتغال عن أي أطماع له بالصخرة في أواخر عام 1508؛ وقد تم التصديق على ذلك رسميًا وترسيخه في معاهدة شنترة عام 1509.  وفي عام 1509 أيضًا، بعد احتلال الإسبان لوهران.  لم يحقق الإسبان هدفهم بعد احتلالهم للصخرة، إذ أثبتت المدافع المثبتة في الصخر عدم فعاليتها، حيث كانت تفتقر إلى المدى، وبالتالي لم تتمكن من ردع حركة السفن داخل وخارج خليج باديس. 

## فهرس
- Colin, G.S. (1986) [1960]. "Bādis". In Bearman, P.; Bianquis, Th.; Bosworth, C.E.; van Donzel, E.; Heinrichs, W.P. (eds.). Encyclopaedia of Islam New Edition Online (EI-2 English). دائرة المعارف الإسلامية (بالإنجليزية) (2nd ed.). Leiden, Netherlands: دار بريل للنشر. Vol. I. p. 859. DOI:10.1163/1573-3912_islam_SIM_0995. ISBN:9004081143. Archived from the original on 2023-04-12. Retrieved 2024-08-16.
- López de Coca Castañer، José Enrique (2018). "Sobre la política norteafricana de los Reyes Católicos: los principados de Badis, Chauen y Tetuán (1491–1515)". En la España Medieval. Madrid: Ediciones Complutense. ج. 41 ع. 18: 199–225. DOI:10.5209/ELEM.60009. ISSN:0214-3038. مؤرشف من الأصل في 2023-04-12.
- Quirós Linares، Francisco (1998). "Los peñones de Vélez de la Gomera y Alhucemas y las Islas Chafarinas" (PDF). Ería: Revista cuatrimestral de geografía. Oviedo: Universidad de Oviedo ع. 45: 54–66. ISSN:0211-0563. مؤرشف من الأصل (PDF) في 2024-06-26.